# Škoda Citigo
O Škoda Citigo é um citadino da montadora tcheca Škoda Auto produzido de 2011 a 2020. é uma versão rebatizada do Volkswagen Up!, com fáscias dianteiras e traseiras ligeiramente diferentes. O Citigo foi lançado na República Tcheca em outubro de 2011. Começou as vendas em outros países europeus a partir do verão de 2012. Foi fabricado na fábrica da Volkswagen em Bratislava, na Eslováquia. Os planos de vendas na Rússia e na maioria dos outros países da CEI foram cancelados devido às suas dimensões serem consideradas muito pequenas para o mercado. O Škoda Citigo também foi vendido em Israel e na Nova Zelândia por um curto período. O Citigo foi ligeiramente atualizado com um modelo reestilizado em 2017. Uma versão totalmente elétrica, o Škoda Citigo-e iV, com capacidade de bateria de 36,8 kWh e autonomia de 270 km sob o padrão WLTP, foi produzido em massa a partir do outono de 2019 e substituiu a versão com motor de combustão. Foi o primeiro carro totalmente elétrico da Škoda Auto. No outono de 2020, a Škoda encerrou a venda de carros elétricos Citigo.
| Designação | Cilindrada, válvulas / capacidade | Potência a rpm máx.      | Torque máx. at rpm    | Transmissão, caixa de câmbio     | Velocidade máxima | 0–100 km/h | Consumo combinado (100 km) |
| ---------- | --------------------------------- | ------------------------ | --------------------- | -------------------------------- | ----------------- | ---------- | -------------------------- |
| 1.0 MPI    | 999 cm3, 12V                      | 44 kW (59 hp) a 5000 rpm | 95 Nm a 3000–4300 rpm | Manual automatizada de 5 marchas | 161 km/h          | 14,4 s     | 4,4 L                      |
| 1.0 MPI    | 999 cm3, 12V                      | 55 kW (74 hp) a 6200 rpm | 95 Nm a 3000–4300 rpm | Manual automatizada de 5 marchas | 172 km/h          | 13,2 s     | 4,5 L                      |
| 1.0 CNG    | 999 cm3, 12V                      | 50 kW (67 hp) a 6200 rpm | 90 Nm a 3000 rpm      | Manual de 5 marchas              | 164 km/h          | 16,3 s     | 4,4 m3 (2,9 kg)            |
| Elétrico   | 36,8 kWh                          | 60 kW (80 hp)            | 210 Nm                | 1 marcha                         | 130 km/h          | 12.3 s     | 12,8 kWh                   |

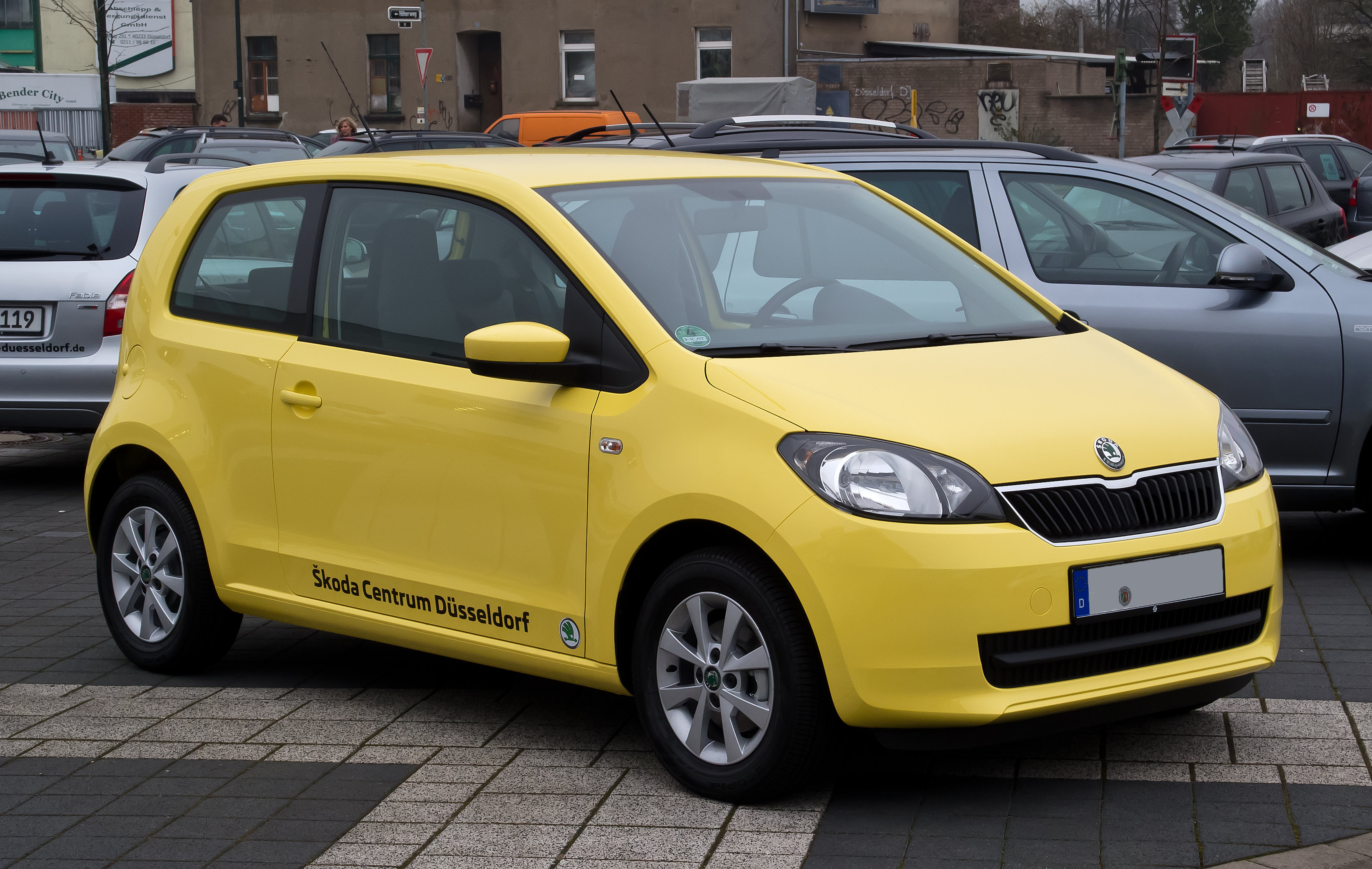
Škoda Citigo (3 portas)
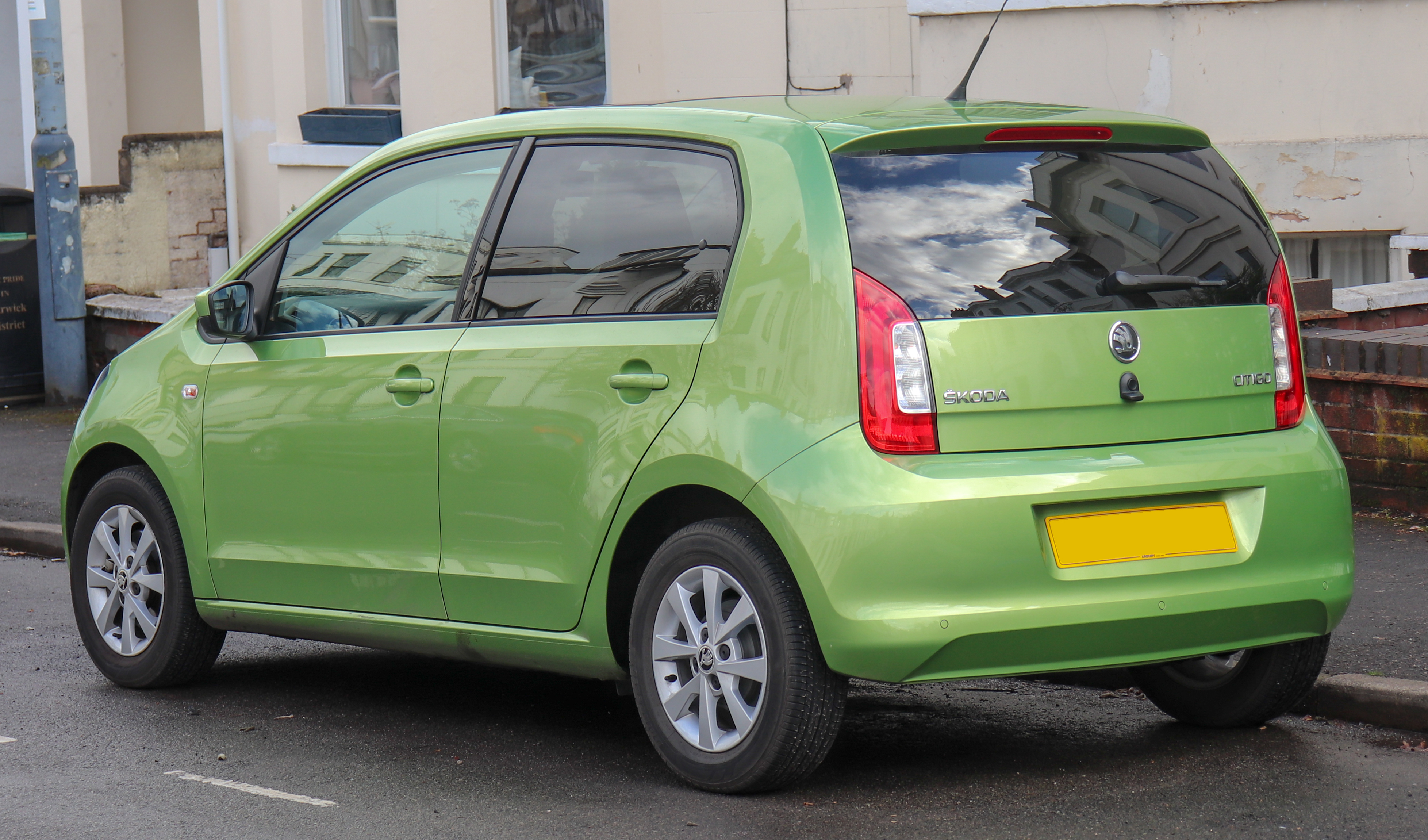
Škoda Citigo (5 portas)
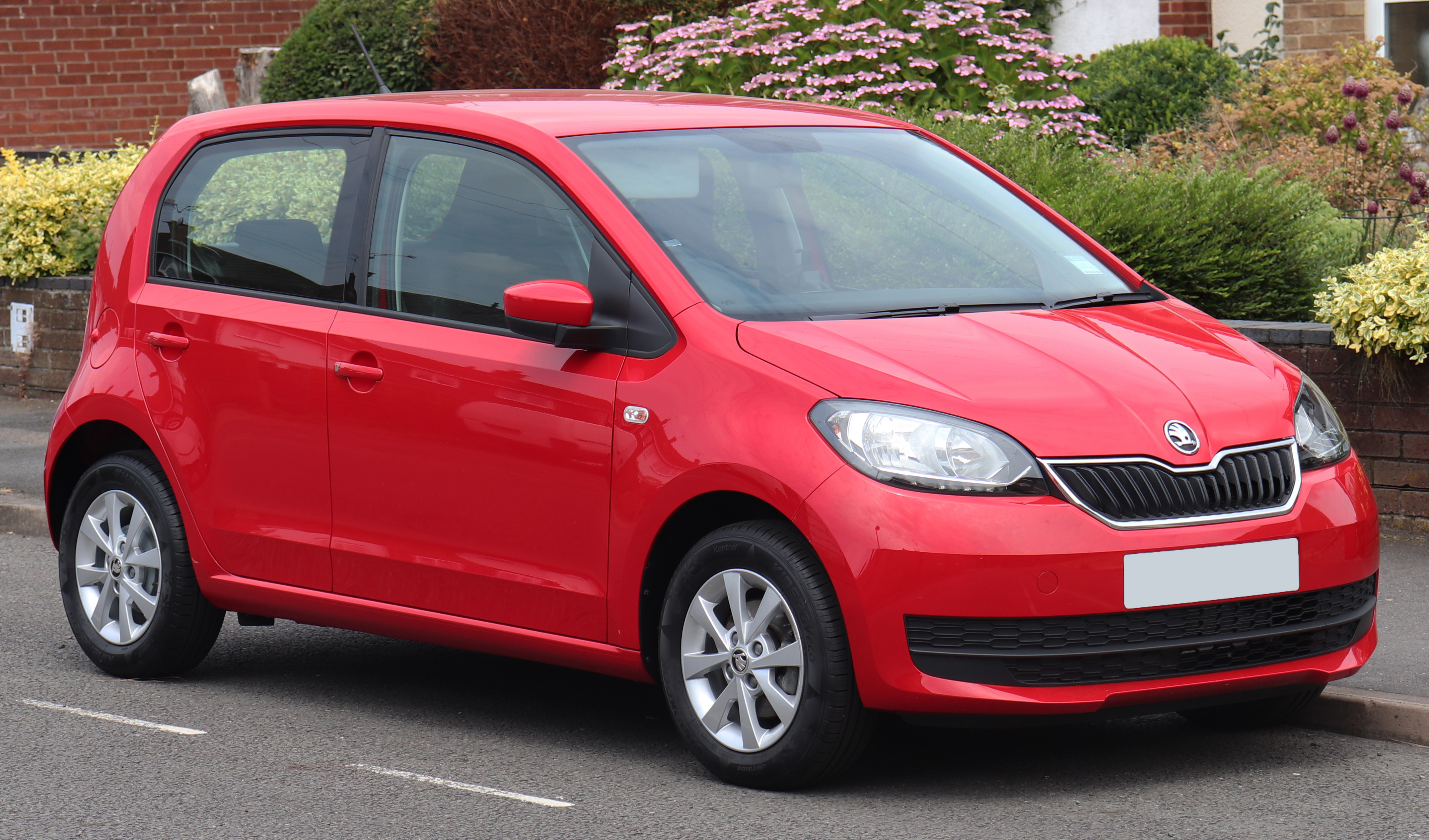
Škoda Citigo pós-reestilização (5 portas)
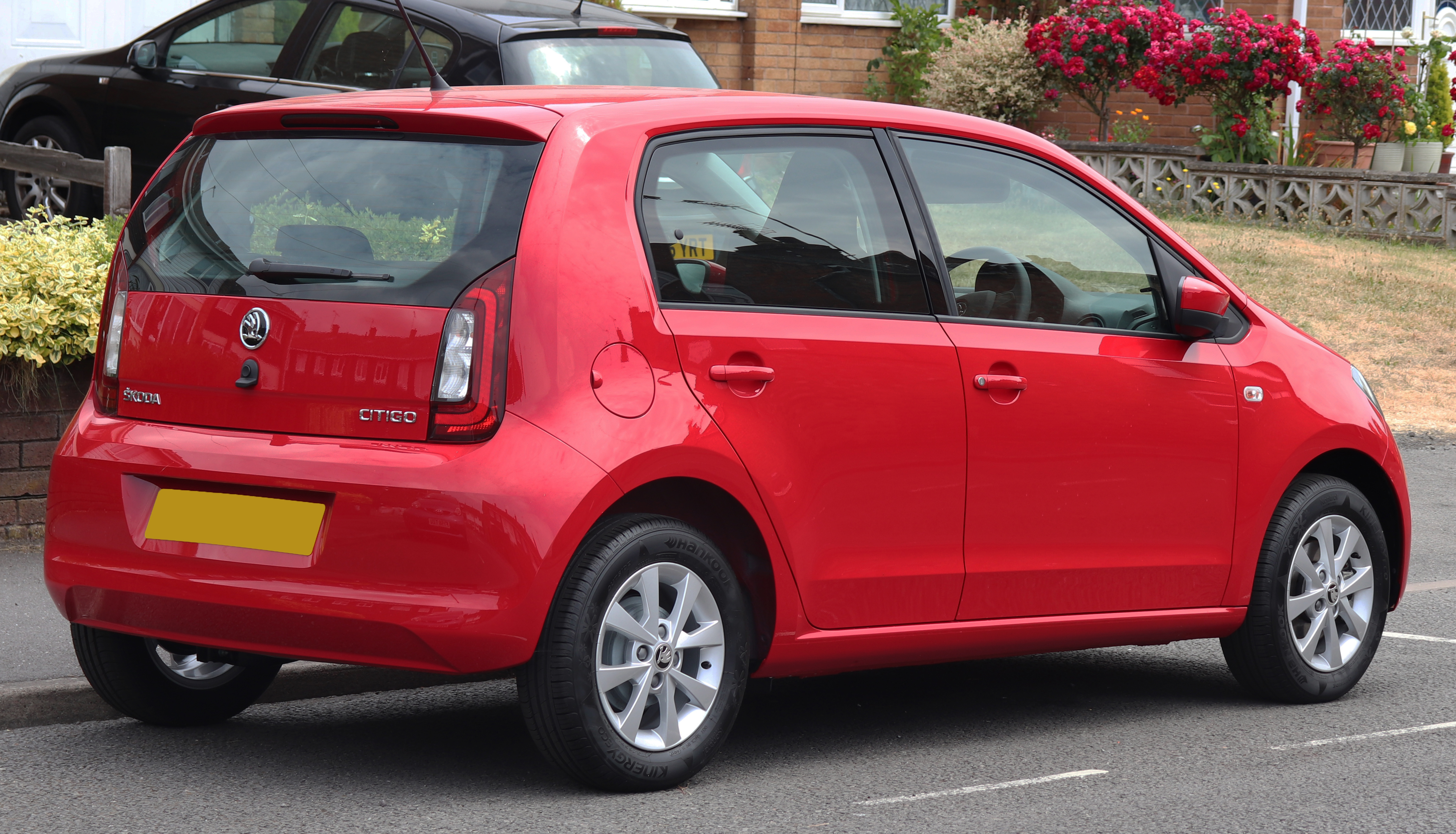
Škoda Citigo pós-reestilização (5 portas)

## Vendas
| Ano  | Škoda Citigo Vendas |
| ---- | ------------------- |
| 2011 | 419                 |
| 2012 | 27.673              |
| 2013 | 44.851              |
| 2014 | 40.616              |
| 2015 | 38.735              |
| 2016 | 38.664              |
| 2017 | 35.698              |
| 2018 | 36.450              |
| 2019 | 30.786              |
| 2020 | 14.120              |
| 2021 | 5.264               |